# Manush Patrika
Manush Patrika is een Bengaalse krant die wordt uitgebracht in Agartala in de Indiase deelstaat Tripura. Het is een van de oudste kranten in de staat en de vierde krant als het gaat om de oplage (26000 in 2009). Het dagblad werd in 1952 als weekblad opgericht door Kamala Ranjan Talapatra, die er tevens meer dan vijftig jaar hoofdredacteur was. Zijn zoon Priyabatra is dat nu. Sinds 1974 is het een dagblad. Het blad heeft altijd een kritische houding tegenover de regering van Tripura aangenomen: reden voor die regering om er geen staatsadvertenties meer in te zetten, een beslissing die de Press Council of India in 1982 als 'illegaal' bestempelde.